# Carretera Transfăgărășan

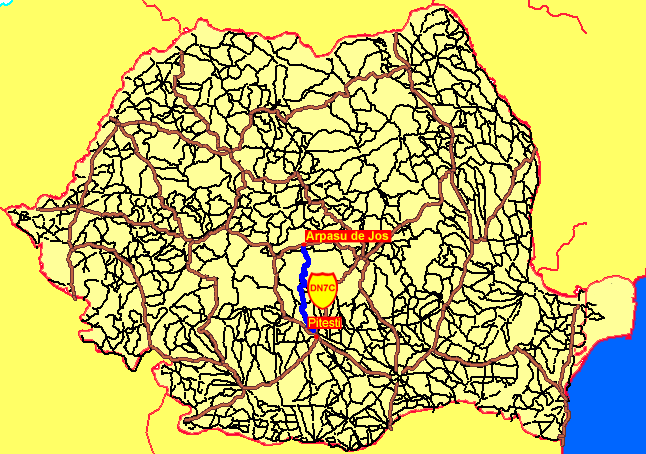
La Transfăgărășan en un mapa de Rumanía.

La Transfăgărășan o DN7C es la segunda carretera pavimentada de mayor altitud de Rumania. Construida como ruta militar estratégica, los 90 kilómetros de curvas recorren de norte a sur las secciones más altas del sur de los Cárpatos, entre el pico más alto del país, el Moldoveanu, y el segundo más alto, el Negoiu. La carretera conecta las regiones históricas de Transilvania y Valaquia, y las ciudades de Sibiu y Piteşti.

## Ruta

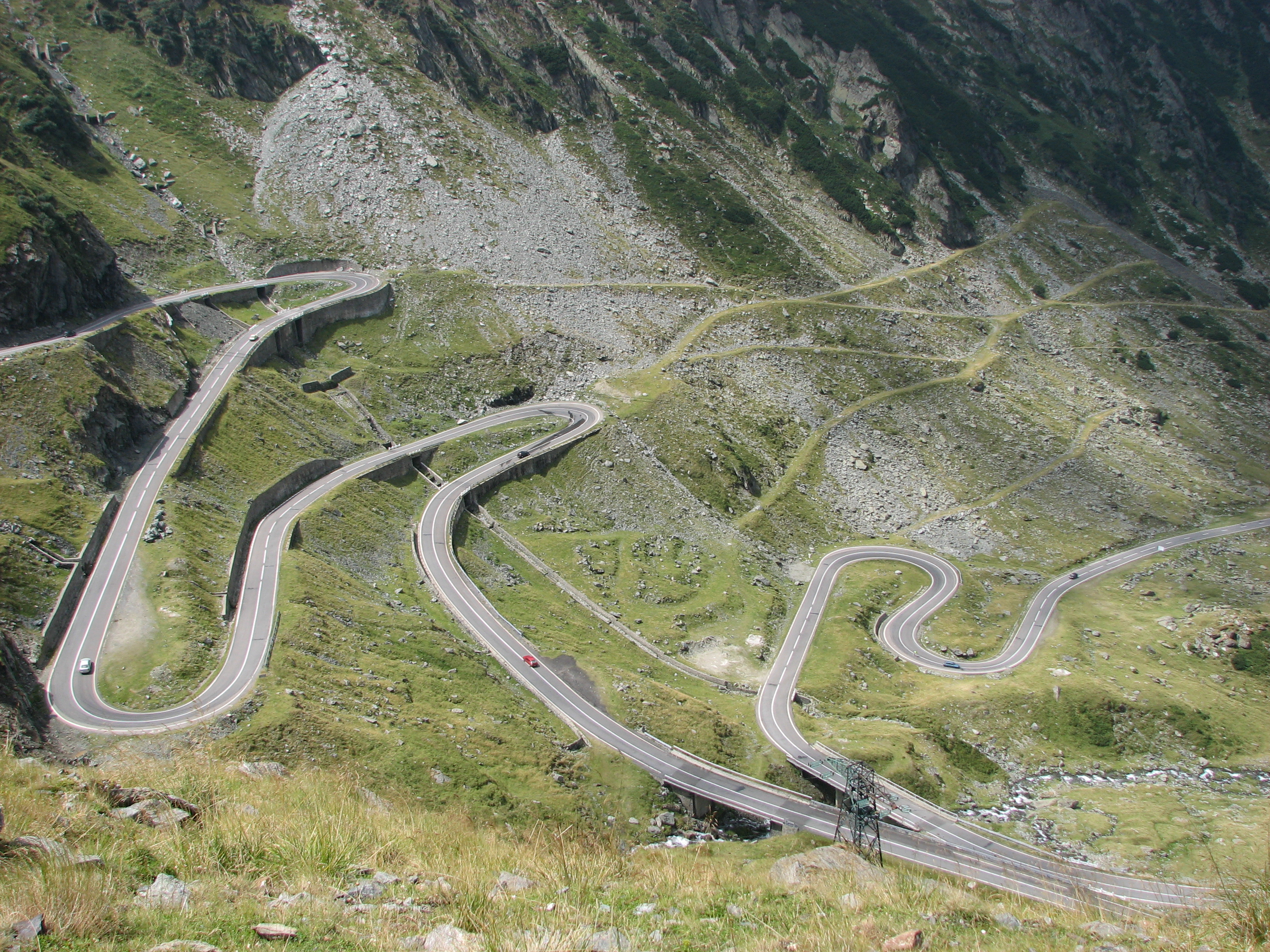
Un tramo de la carretera.

La carretera alcanza los 2034 metros de altitud. La Transfăgărăşan es una carretera atractiva y un desafío para todo tipo de conductores. Debido a la topografía, la velocidad media está en torno a los 40 km/h. La carretera da acceso al Lago Bâlea y al Balneario de Bâlea.
La carretera se encuentra cerrada normalmente desde finales de octubre hasta finales de junio a causa de la nieve. Sin embargo, dependiendo de la climatología, puede llegar a permanecer abierta hasta finales de noviembre. Asimismo, puede quedar cerrada en otras ocasiones por las malas condiciones, ya que incluso ha llegado a nevar en agosto.
Se pueden encontrar indicaciones para llegar en el pueblo de Curtea de Argeş y en la villa de Cartisoara. Los viajeros pueden encontrar alojamiento y restauración en varios hoteles y hostales (cabane) a lo largo de la ruta.

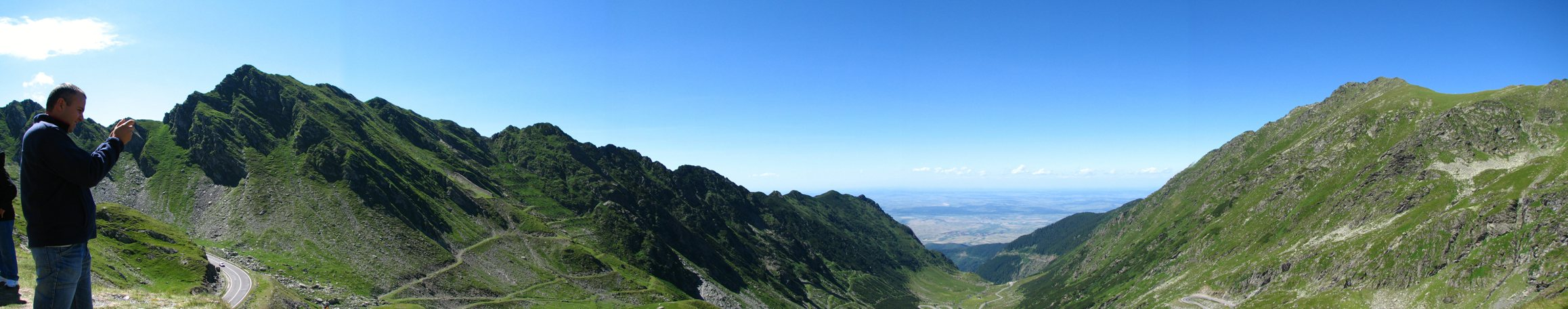
Vista panorámica: desde el lago Bâlea hasta Avrig.

Esta carretera tiene más túneles (un total de 5) y puentes que ninguna otra carretera en Rumania. Cerca del punto de mayor altitud, en el lago Bâlea, la carretera atraviesa el túnel de mayor longitud en Rumania (884 m), que no cuenta con iluminación artificial.
Entre las atracciones que se pueden encontrar en la sección sur de la carretera, cerca de la villa de Arefu, está el Castillo Poenari. Este castillo sirvió como residencia para Vlad III el Empalador, quien fue el príncipe que inspiró a Bram Stoker el protagonista de su novela Drácula. Existe una zona de aparcamiento y un camino hacia las ruinas.
La sección norte es utilizada anualmente como parte de la competición ciclista: Tour de Romania (en rumano: Turul României). La dificultad de esta sección está considerada como equivalente a los puertos de Categoría especial del Tour de Francia.

## Galería de imágenes

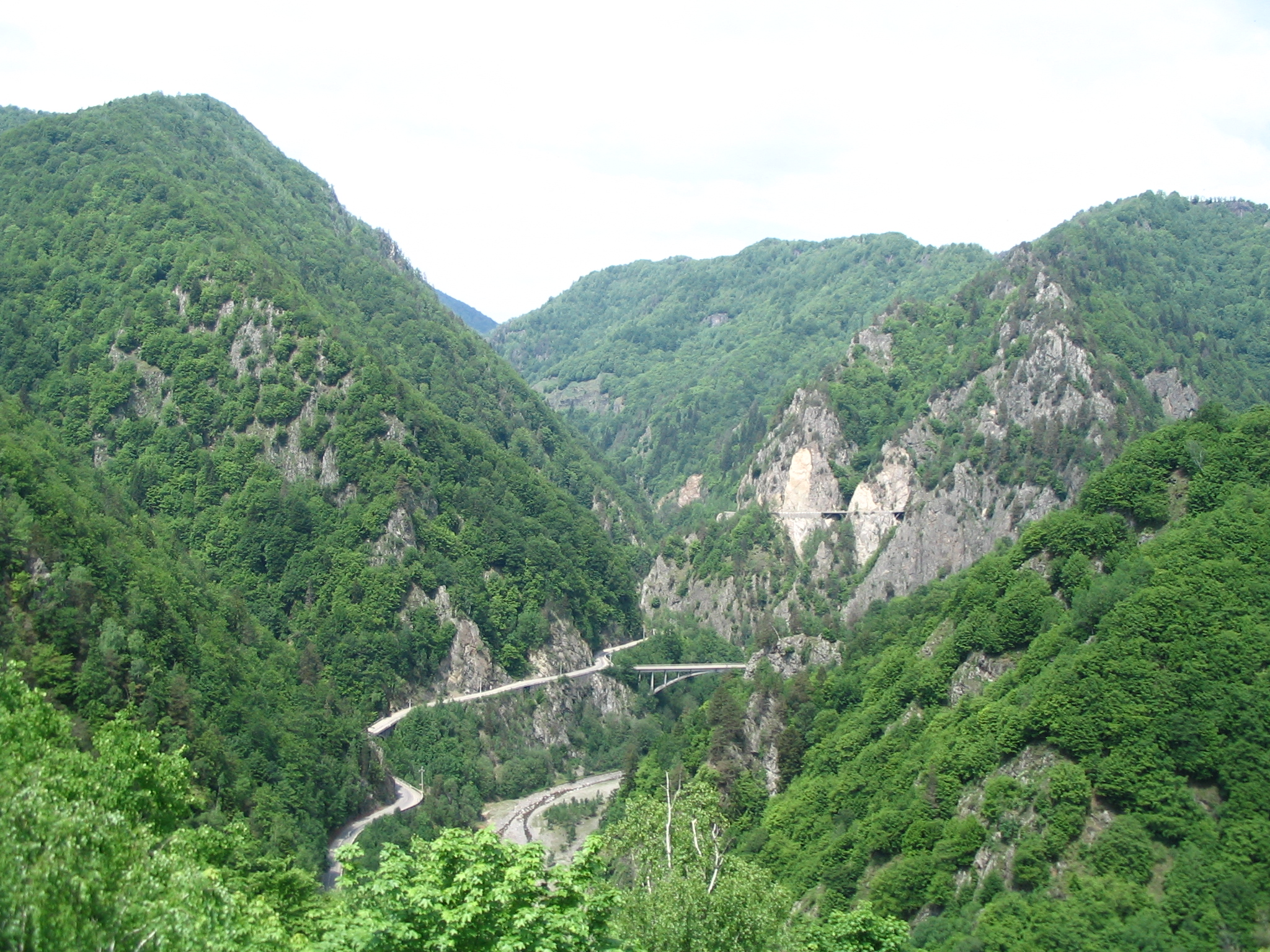
Vista desde el castillo de Arefu.
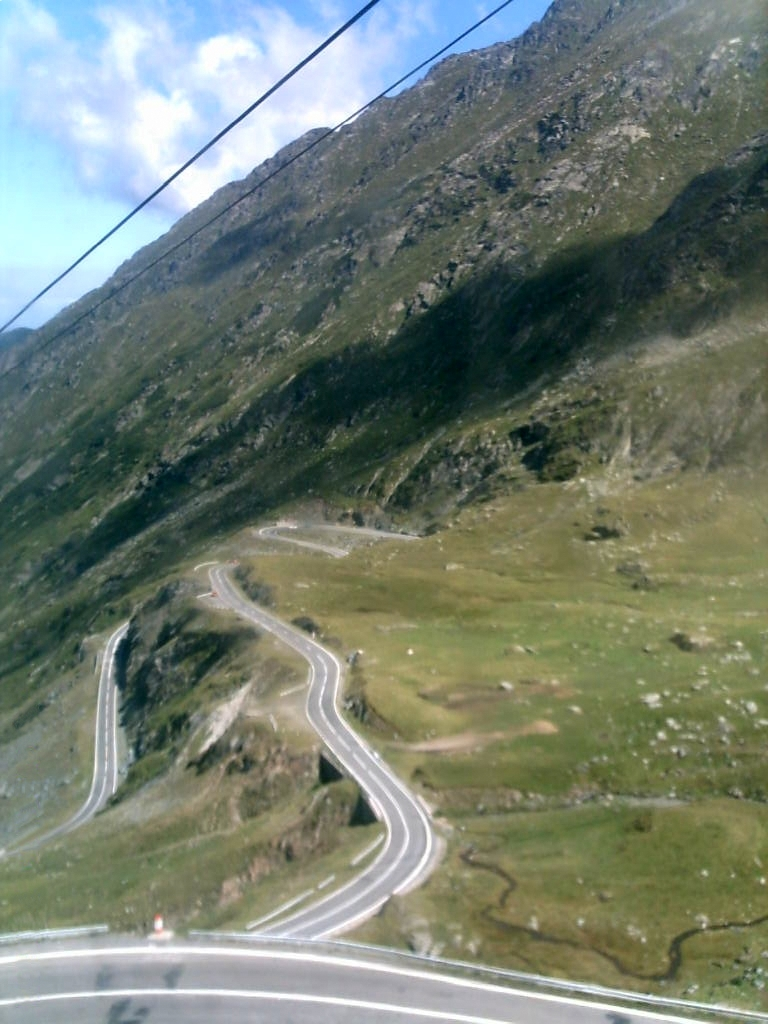
Cerca de la cumbre.
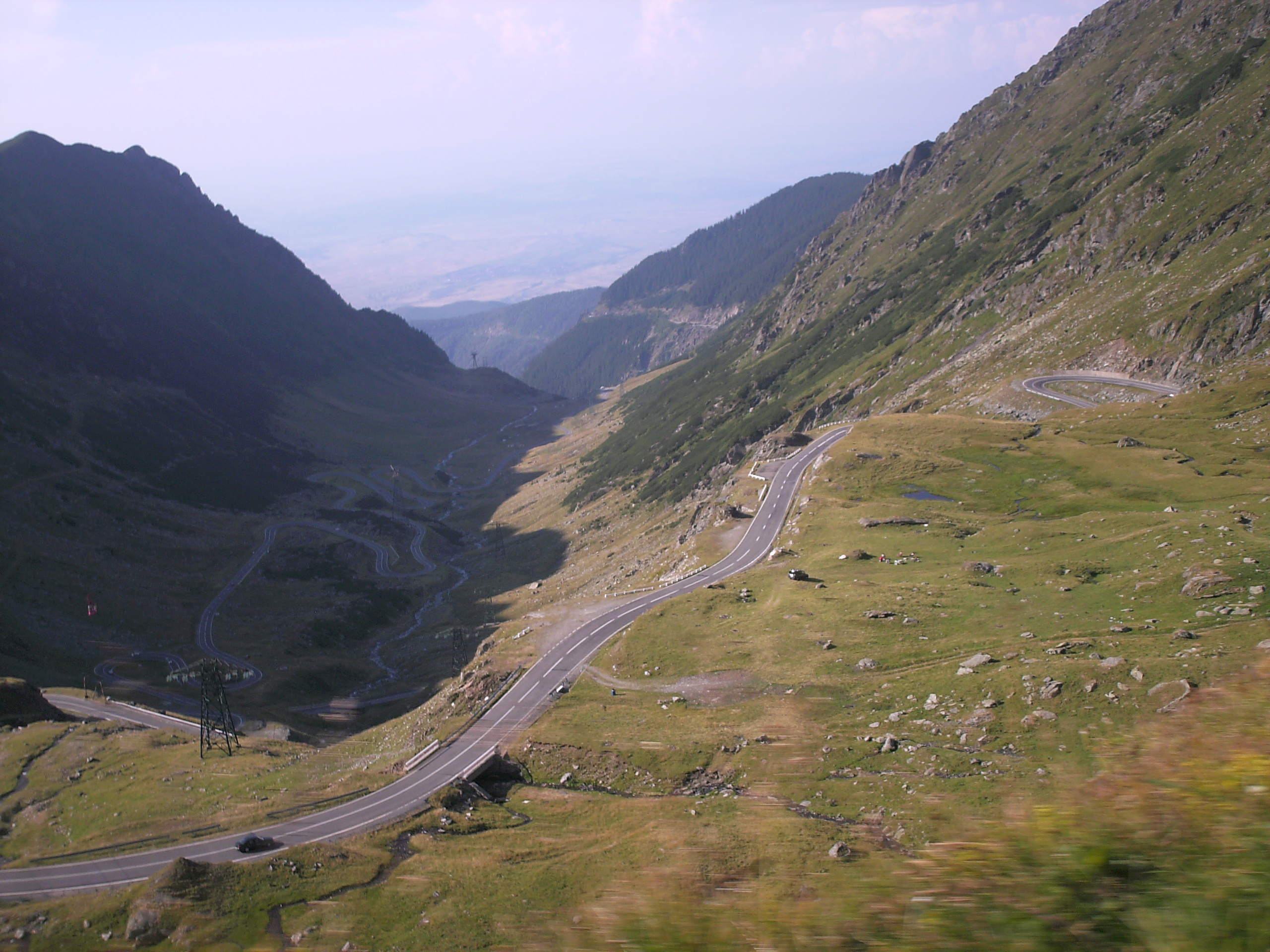
Cerca del lago Bâlea.
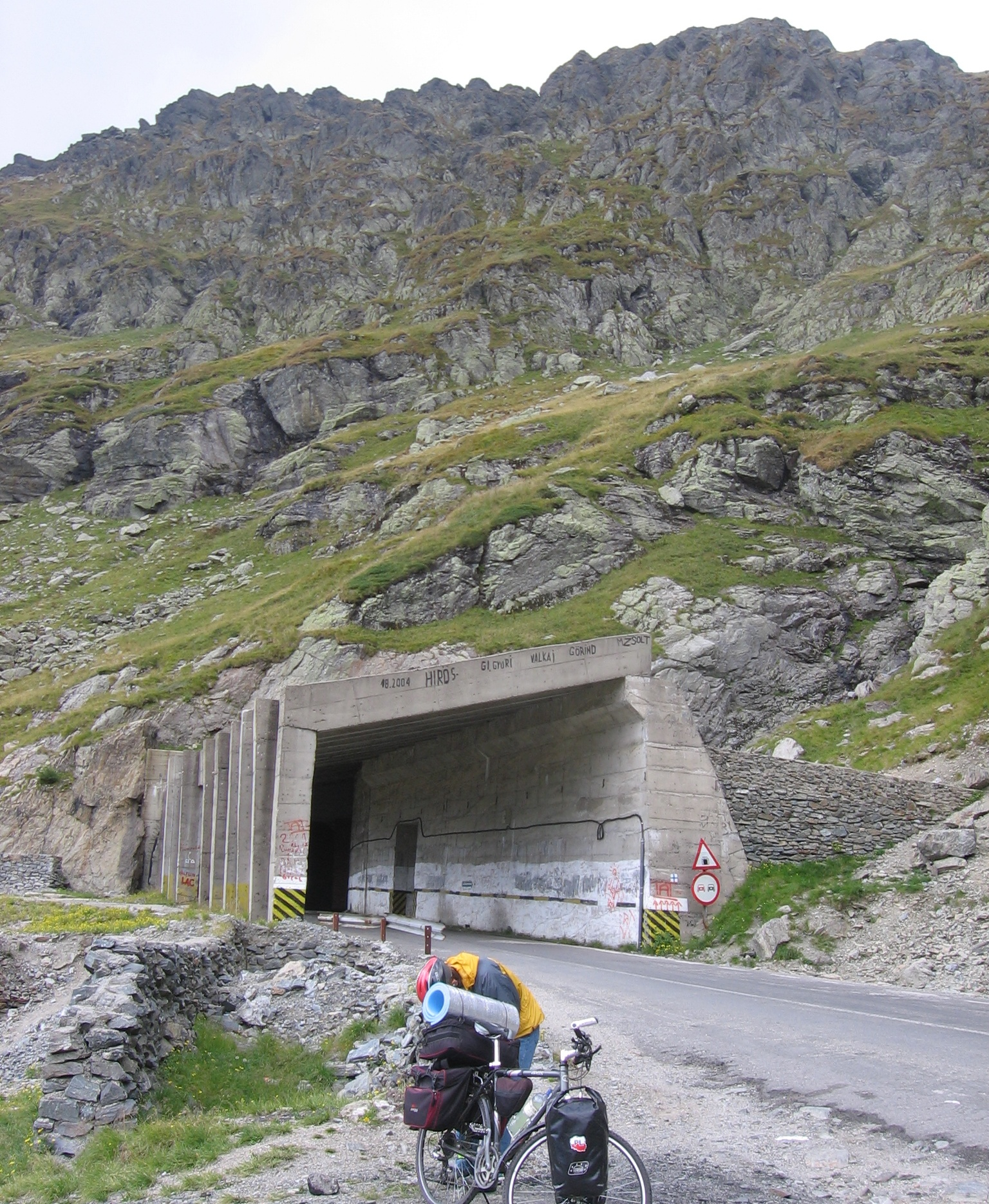
El túnel más largo de la carretera: el Căpăţâneni.
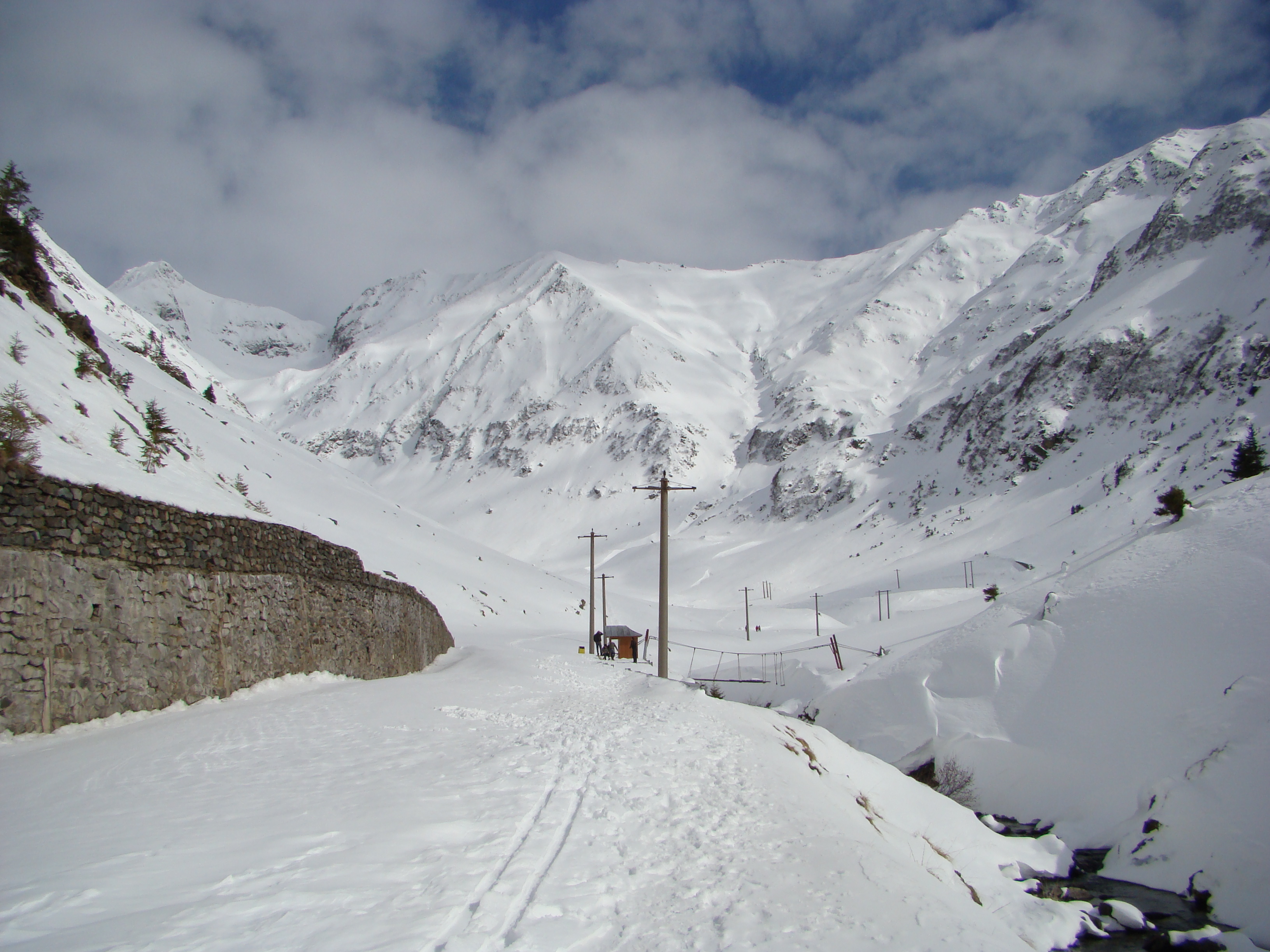
En invierno.
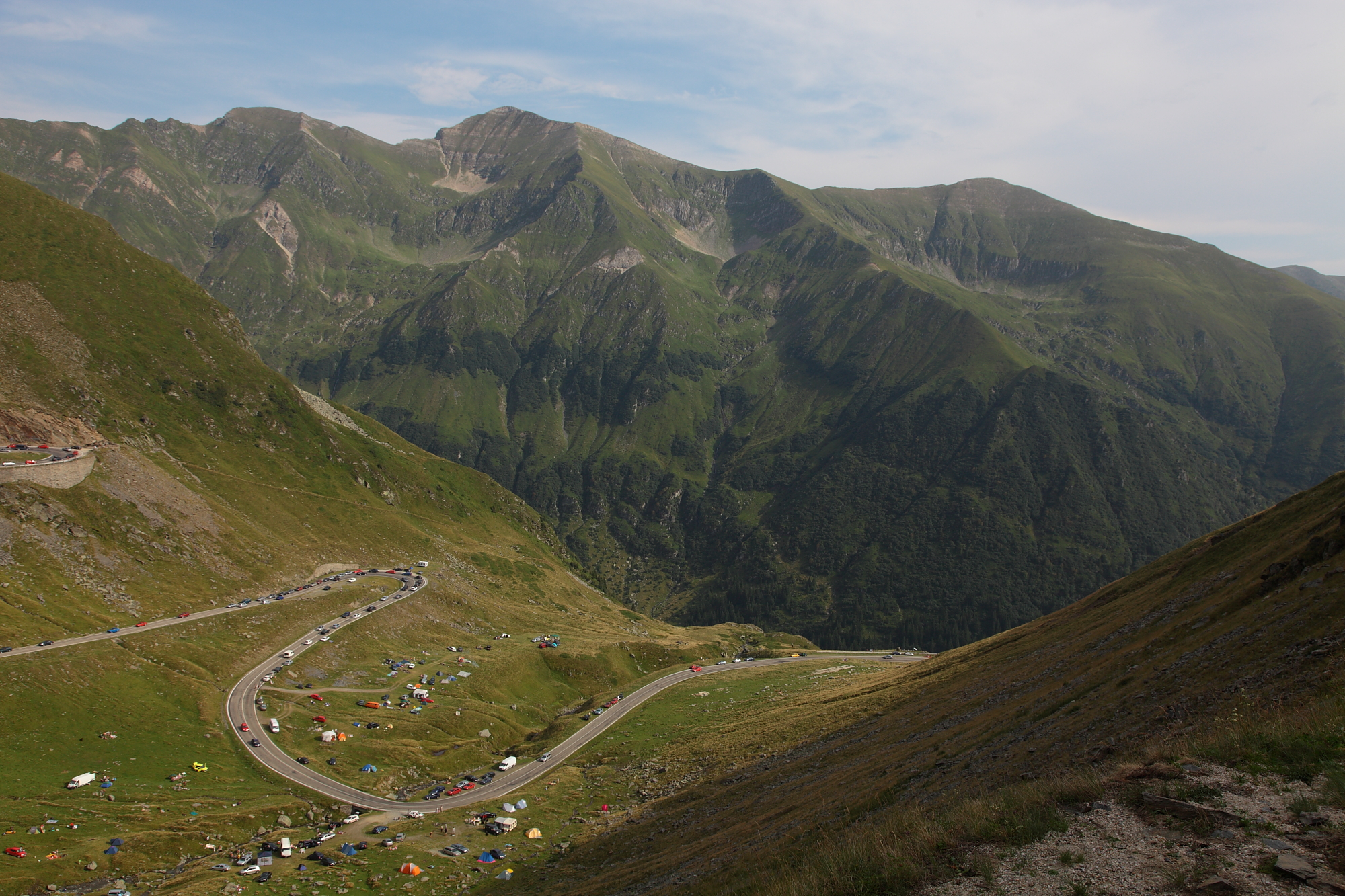
Atasco en agosto del 2010.
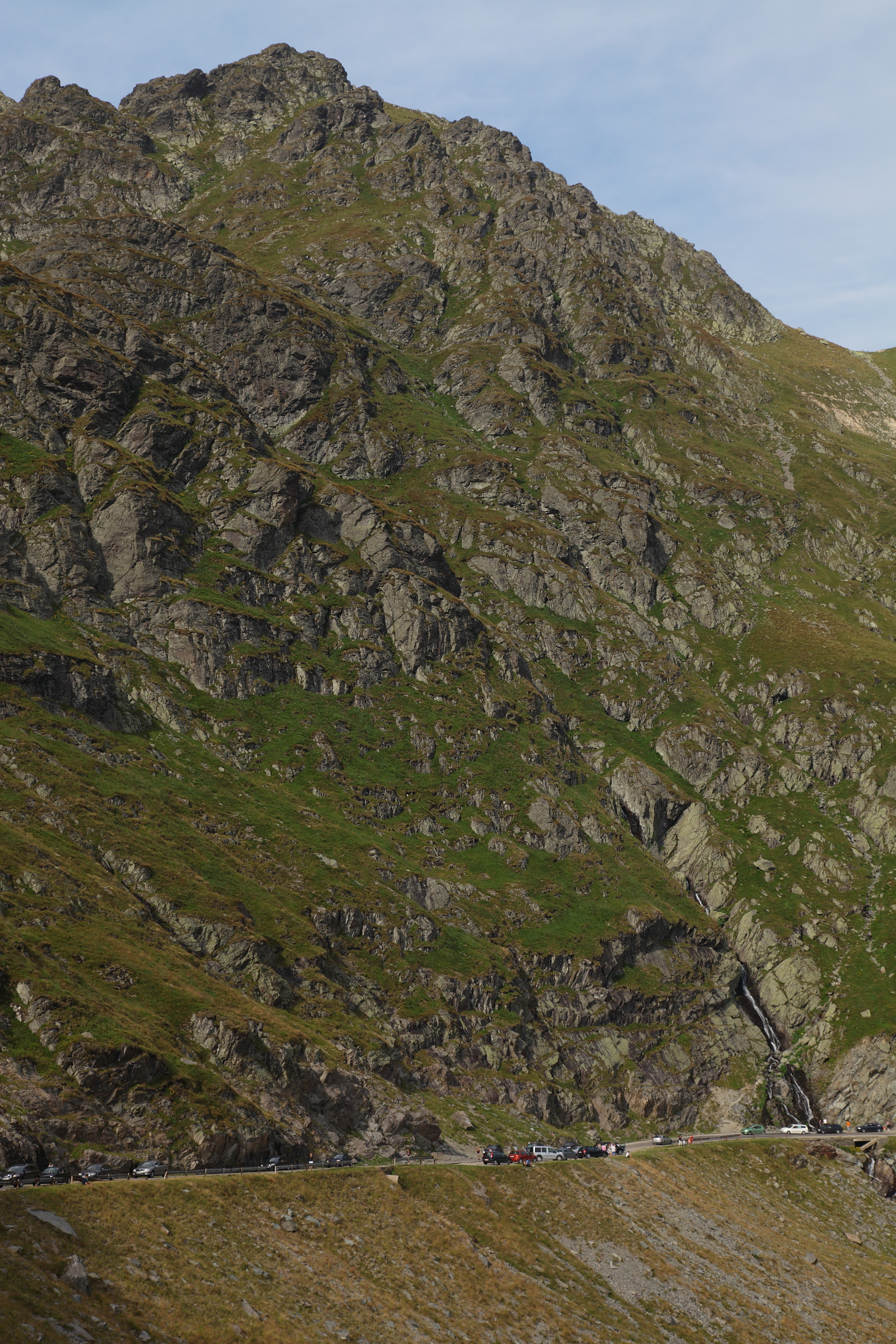
Agosto del 2010.
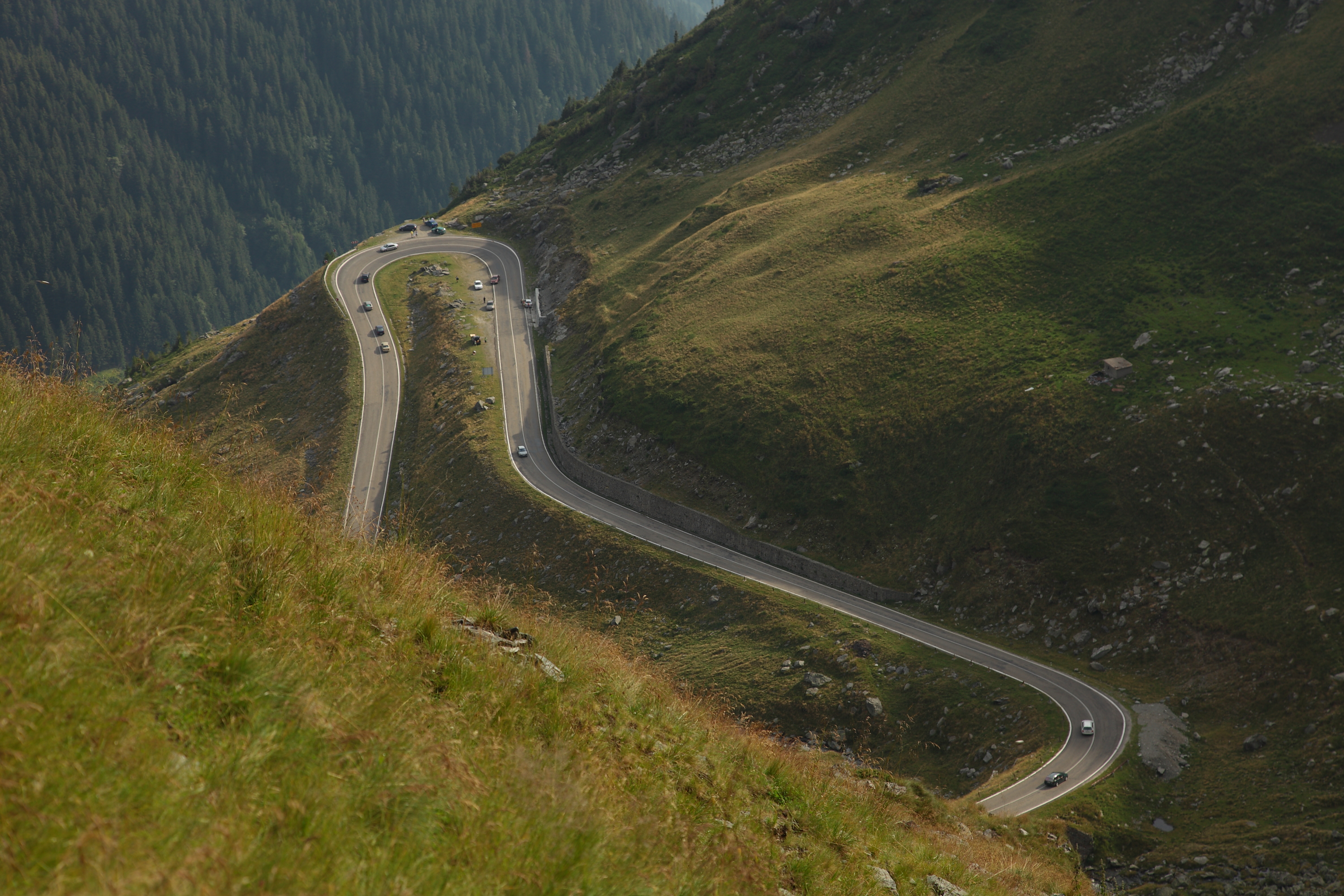
Curvas peligrosas. Agosto del 2010.